# Анікщяй
Анікщяй або Онікшти (лит. Anykščiai, пол. Onikszty, рос. Они́кшты, Аникщяй) — місто в північній частині Литви. Римо-католицька церква Святого Матяша в Анікщяй є найвищою церквою в Литві, її шпилі сягають 79 метрів. Анікщяй має статус гірськолижного курорту в Литві і є популярним місцем внутрішнього туризму.

## Положення і загальна характеристика

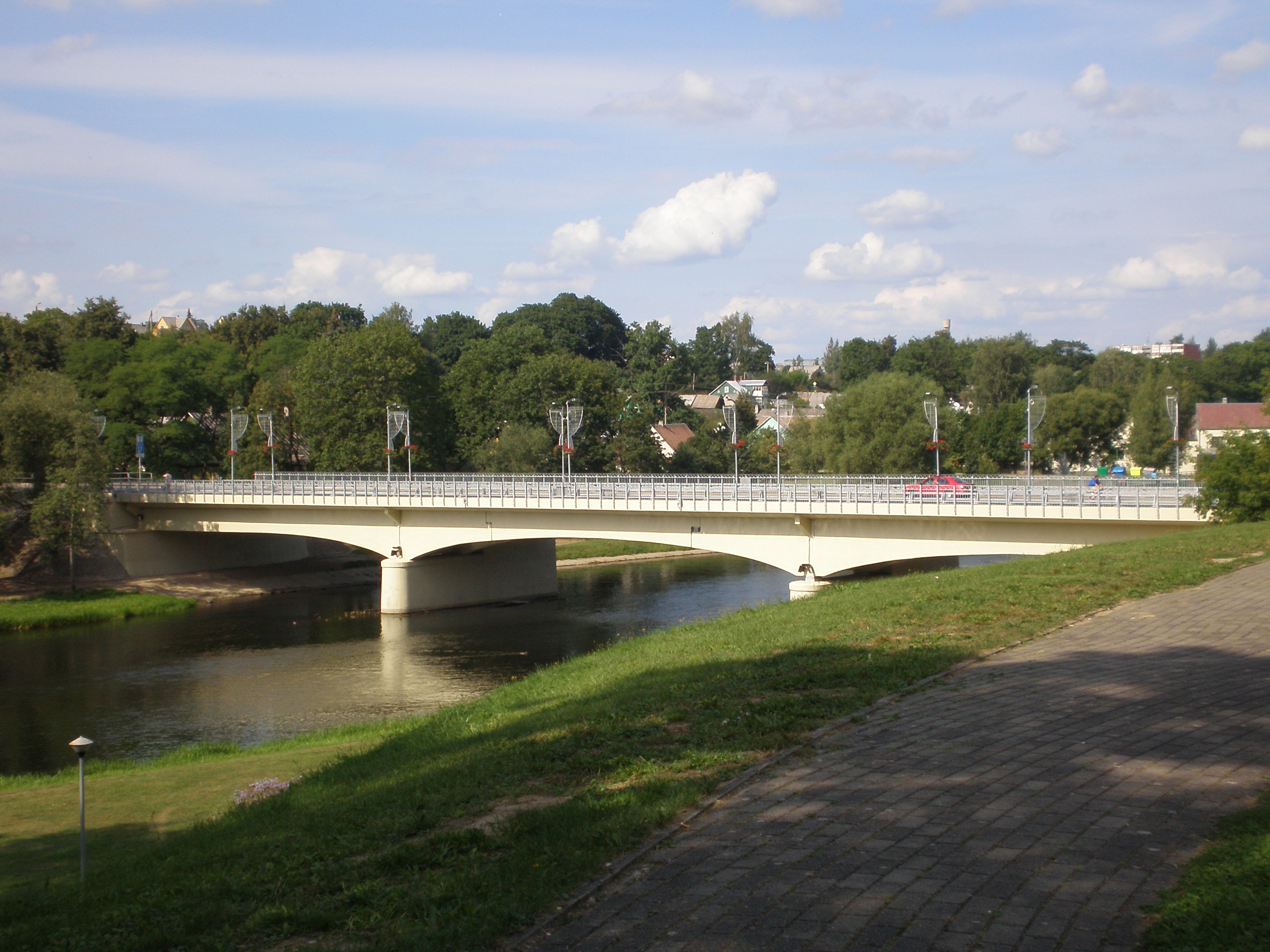
Міст над Швянтої

Розташоване по обох берегах річки Швентої (лит. Šventoji, басейн Німана), за 52 км від Утени и 110 км от Вільнюса.

## Топонім
Назва міста походить від річки Анікщта (лит. Anykšta), що впадає в річку Швентої (річка).

## Історія

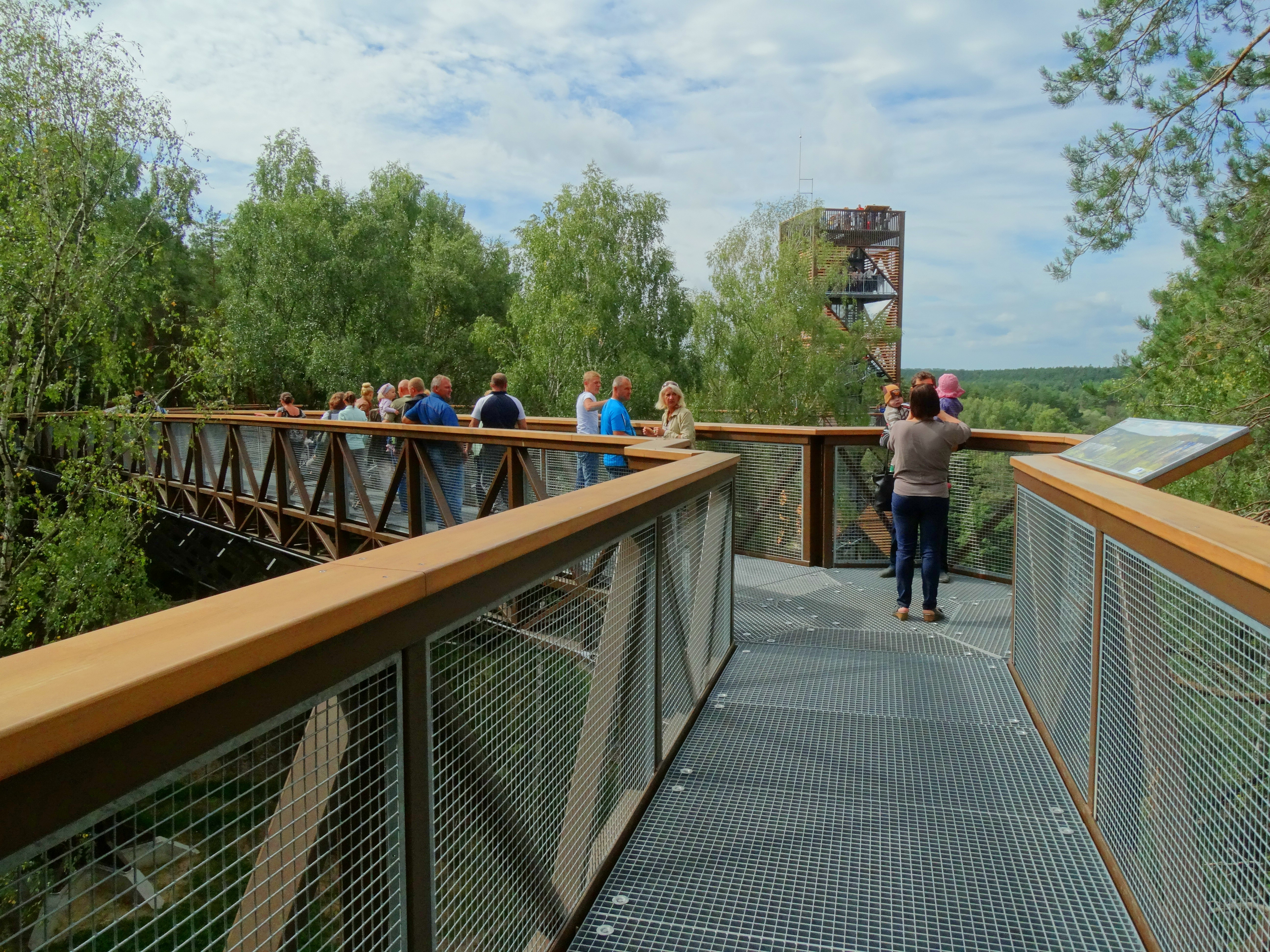
Анікщяйська навісна доріжка

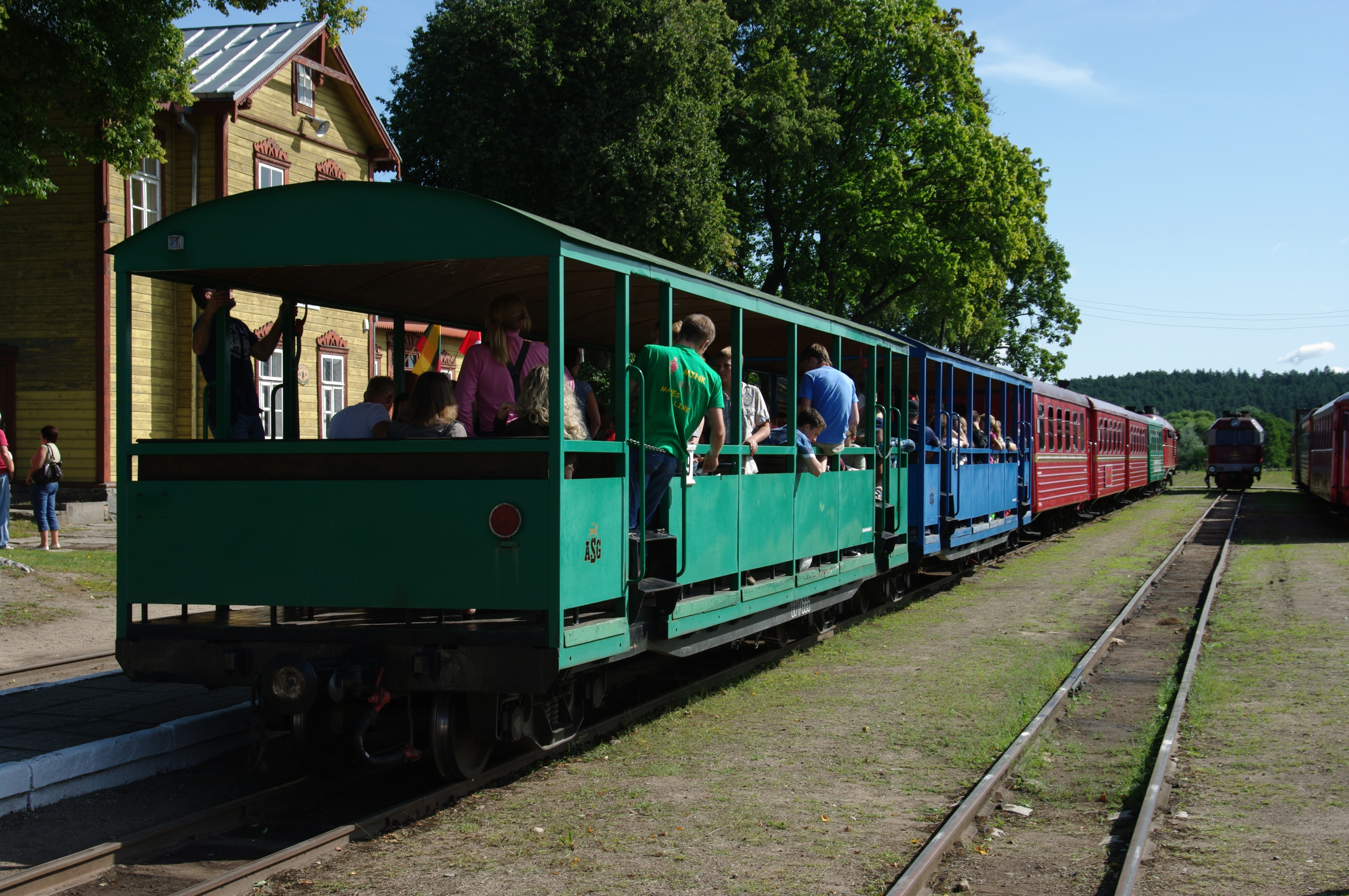
Вузькоколійка – залізнична станція Анікщяй

Археологічні дослідження в цьому районі виявили поселення, що датуються пізнім неолітом.
Анікщяй вперше згадується у 1442 р. як володіння Великого князя Литовського Казиміра IV Ягеллончика.
Розташування на річці Швянтої, що з'єднує її з Балтійським морем через ріку Неріс і ріку Німан, сприяло розвитку міста. Анікщяй також лежав на сухопутному шляху між містами Вільнюс і Рига. Його стратегічне значення призвело до частих нападів Тевтонського ордену. Перша поява міста на мапі датується приблизно 1578 роком.
Анікщяй - це місце, звідки походить багато литовських поетів і письменників - Антанас Вєнуоліс, Антанас Баранаускас, Йонас Білюнас. З цієї причини його називають «Веймаром Литви». В Анікщяй та Анікщяйському районі є близько 250 культурно та історично важливих місць - Anykščių šilelis, яким присвячено вірш «Анікщяйський ліс» А. Баранаускаса, валун Пунтукас, пам'ятник «Маяк Щастя», навісна доріжка, музей коней, садиби та пагорби старих литовських фортець, оповитих таємницями та легендами.
До того, як Литва відновила свою незалежність після Першої світової війни, Анікщяй був частиною Ковенської губернії Російської імперії.
Підприємства з переробки вовни, виноробня, а також литовські школи були засновані після Першої світової війни, коли його населення досягло приблизно 4000 осіб. Під час Другої світової війни його мости та центр міста були зруйновані.
Після радянської окупації країн Балтії (1940) Анікщяй став центром литовських партизанів Аукшайтія. Анікщяйський район був єдиним у Литві, який входив до 5 партизанських військових округів (apygarda) - Альгімантас, Діджіосіос Ковос, Діджойі Кова, Вітіс, Вітаутас і до третього округу Північна Литва - Аукштайтія Литовської визвольної армії. У 2014 році в Šimonių giria (Шимоняський ліс) було створено пізнавальний маршрут, який веде місцями партизанських стежок і місць військового округу Альгімантас.

## Населення
| Динаміка населення з 1867 по 2012 |        |          |          |          |          |
| 1867                              | 1896   | 1897пер. | 1923пер. | 1939     | 1959пер. |
| 2293                              | 3500   | 3900     | 3500     | 4400     | 5442     |
| 1970пер.                          | 1974   | 1976     | 1979пер. | 1989пер. | 2001пер. |
| 8250                              | 8800   | 9100     | 10 325   | 12 758   | 11 958   |
| 2006                              | 2010   | 2011пер. | 2012     | -        | -        |
| 11 602                            | 11 618 | 10 575   | 10 407   | -        | -        |
| Гістограма динаміки населення     |        |          |          |          |          |

## Промисловість
Відома в Литві фруктова виноробня «Anykščių vynas», заснована в 1926 Балісом Каразієм.
Залізнична станція на лінії Паневежис — Швенченеляй.

## Відомі особистості
- Юзеф Абелевич, польський теолог
- Антанас Баранаускас, поет, чий будинок зберігається в Анікщяйському регіональному парку
- Йонас Білюнас, письменник
- Гедріус Тітеніс, плавець
- Антанас Вієнуліс, письменник
- Броне Буйвідайте, литовська поетеса і прозаїк
- Грета Балдаускайте, психолог
- Валдас Папієвіс, письменник
- Римша Вітаутас, науковий співробітник бібліотекар, бібліограф, педагог
- Освальдас Яноніс, професор Вільнюського університету, доктор гуманітарних наук, бібліограф, педагог
- Шаблевічюс Бронюс, доктор наук[7]
- Сергеюс Йовайша, баскетболіст.

## Міста-побратими
Анікщяй є містом-побратимом з:
- Даламан, Туреччина
- Gnosjö, Швеція
- Крупіна, Словаччина
- Мадона, Латвія
- Миргород, Україна
- Непомук, Чехія
- Ödeshög, Швеція
- Омиш, Хорватія
- Os, Норвегія
- Ставангер, Норвегія
- Devecser, Угорщина
- Сейни, Польща
- Телаві, Грузія
- Севан, Вірменія
- Васильків, Україна